# Saison 1 de Nip/Tuck
Chronologie
Saison 2
Cet article présente les treize épisodes de la première saison de la série télévisée américaine Nip/Tuck.

## Synopsis
Sean McNamara et Christian Troy sont amis depuis la faculté de médecine. Chirurgiens plasticiens, ils ont installé leur clinique à Miami. Ils ne reculent devant rien pour faire tourner leur affaire. Surtout Christian, play-boy sans scrupule, VRP de charme dont le métier agit comme un aimant sur les femmes. Sean a plus d'éthique et souhaiterait moraliser ses interventions. C'est un échec : Christian lui présente en effet Silvio Pérez, un homme plutôt louche qui veut faire refaire son visage. Les divergences entre les deux amis s'amplifient, mais ils sont forcés de reconnaître qu'ils ont besoin l'un de l'autre. Sean, par ailleurs, tente de régler ses histoires de famille : la mort du désir dans son couple et les excentricités de son jeune fils...

## Distribution

### Acteurs principaux
- Dylan Walsh (VF : William Coryn) : Dr Sean McNamara
- Julian McMahon (VF : Arnaud Arbessier) : Dr Christian Troy
- John Hensley (VF : Vincent Barazzoni) : Matt McNamara
- Valerie Cruz (VF : Emmanuèle Bondeville) : Dr Grace Santiago (10 épisodes)
- Joely Richardson (VF : Laurence Dourlens) : Julia McNamara

### Acteurs récurrents
- Roma Maffia (VF : Frédérique Cantrel) : Liz Winters (8 épisodes)
- Kelsey Batelaan (de) (VF : Joséphine Ropion) : Annie McNamara (6 épisodes)
- Kelly Carlson (VF : Murielle Naigon) : Kimber Henry (5 épisodes)
- Jessalyn Gilsig (VF : Rafaèle Moutier) : Gina Russo (5 épisodes)
- Julie Warner (VF : Blanche Ravalec) : Megan O'Hara (5 épisodes)
- Joey Slotnick (VF : Hervé Bellon) : Merill Bobolit (4 épisodes)
- Kate Mara (VF : Edwige Lemoine) : Vanessa Bartholomew (4 épisodes)
- Phillip Rhys (VF : Damien Boisseau) : Jude Sawyer (4 épisodes)
- Ruth Williamson (VF : Marie-Martine) : Mrs. Edda Grubman (3 épisodes)
- Robert LaSardo (VF : José Luccioni) : Escobar Gallardo (3 épisodes)
- Jonathan Del Arco (VF : Gilles Laurent) : Sofia Lopez (3 épisodes)
- Sophia Bush (VF : Barbara Delsol) : Ridley Lange (3 épisodes)
- Andrew Leeds (VF : Tanguy Goasdoué) : Henry Shapiro (2 épisodes)
- Brenda Strong (VF : Céline Duhamel) : Isis (2 épisodes)
- Daniel Zacapa (en) : Pepe (2 épisodes)

## Épisodes

### Épisode 1:Pilot
- États-Unis : 22 juillet 2003 sur FX
- Suisse : 30 août 2004 sur TSR1
- France :
  - 22 septembre 2004 sur Paris Première
  - 21 janvier 2005 sur M6
- Québec sur Séries+
- Belgique sur BeTV

Geoffrey Rivas

### Épisode 2:Mandi et Randi
- États-Unis : 29 juillet 2003 sur FX

- Caitlin Dahl (Mandi)
- Melinda Dahl (Randi)
- Kate Mara (Vanessa)
- Kevin Chamberlin (Dr Pendleton)

### Épisode 3:Le Gigolo
- États-Unis : 5 août 2003 sur FX

- Lindsay Hollister (Nanette Babcock)
- Kate Mara (Vanessa)
- Edward Moss (Mr. Diamond)

### Épisode 4:Masculin/Féminin
- États-Unis : 12 août 2003 sur FX

- Jonathan Del Arco (Sofia Lopez)
- Joey Slotnick (Merril Bobolit)
- Brenda Strong (Isis)
- Geoffrey Lewis (Marcus Grayson)

### Épisode 5:Les Yeux de l'amour
- États-Unis : 19 août 2003 sur FX

- Vincent Angell (Kurt Dempsey)
- Brenda Strong (Isis)
- Don McManus (David Collins)
- Gabrielle Carteris (Ellie Collins)

### Épisode 6:Harcèlement sexuel
- États-Unis : 2 septembre 2003 sur FX

- Julie Warner (Megan O'Hara)
- Jessalyn Gilsig (Gina Russo)
- David Barrera

### Épisode 7:Une soirée très, très spéciale
- États-Unis : 9 septembre 2003 sur FX

- Alex Carter (Cliff Mantegna)
- Phillip Rhys (Jude Sawyer)

### Épisode 8:Confession d'un homme seul
- États-Unis : 16 septembre 2003 sur FX

- Keri Lynn Pratt (Cara Fitzgerald)
- Andrew Leeds (Henry Shapiro)

### Épisode 9:La Belle et la bête
- États-Unis : 23 septembre 2003 sur FX

- Jonathan Del Arco (Sofia Lopez)
- Julie Warner (Megan O'Hara)
- Joey Slotnick (Merril Bobolit)

### Épisode 10:Sans espoir
- États-Unis : 30 septembre 2003 sur FX

- Nan Martin (Adele Coffin)
- Julie Warner (Megan O'Hara)
- Clyde Kusatsu (Hiroshi)
- Jerry Hardin (Sumner Charles)

### Épisode 11:Personnalité multiple
- États-Unis : 7 octobre 2003 sur FX

- Cheryl White
- Andrew Leeds (Henry Shapiro)

### Épisode 12:Instinct paternel
- États-Unis : 14 octobre 2003 sur FX

- Marisol Nichols (Antonia Ramos)
- Jessalyn Gilsig (Gina Russo)
- Robert LaSardo (Escobar Gallardo)
- Jonathan Del Arco (Sofia Lopez)
- Daniel Zacapa (Pepe)

### Épisode 13:Volte-Face
- États-Unis : 21 octobre 2003 sur FX

- Robert LaSardo (Escobar Gallardo)
- Jessalyn Gilsig (Gina Russo)
- Daniel Zacapa (Pepe)